# 紗麗偵探社
《紗麗偵探社》是一部2009年由法國及澳洲製作的動畫影集，已售出播映版權給許多國家並翻譯成眾多不同語言。在台灣已於2010年由迪士尼頻道首播。

## 故事大綱
紗麗·寶萊塢（Sally Bollywood）是個生活在白人社區的12歲印度女孩，她成立了「紗麗偵探社」，與她的朋友杜威（Doowee）一起運用各自的能力，解決週遭朋友間的各種困擾。
在故事中，紗麗擁有良好的身手及推理能力，而杜威則擅於發明各種高科技產品。

## 外部連結
- LUDO - Sally Bollywood